# Commanderie hospitalière de Saint-Jean-d'Acre
La commanderie de Saint-Jean-d'Acre est un ensemble monumental fondé par les Hospitaliers. Elle se situe dans la ville de Saint-Jean-d'Acre. Au XIIIe siècle, la commanderie devint le siège de l'ordre de Saint-Jean de Jérusalem jusqu'à la chute de la ville en 1291.

## Description
Cette commanderie hospitalière constituait un des édifices majeurs de l'ancienne cité médiévale. Les fouilles archéologiques ont permis de découvrir des éléments spécifiques à ce type de bâtiment : salles, cuisines, latrines, dortoirs et logis d'accueil. 

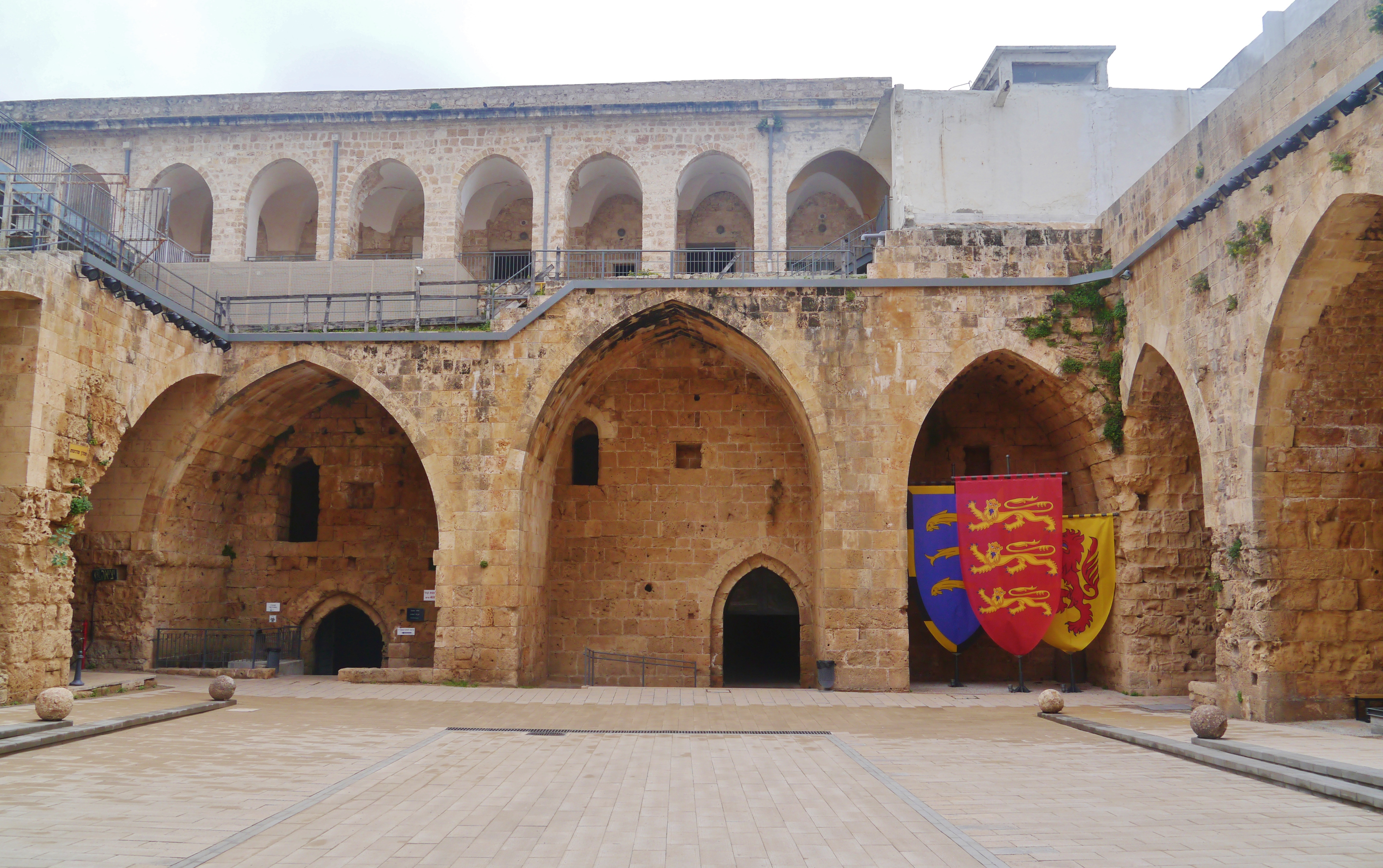
La cour intérieure.
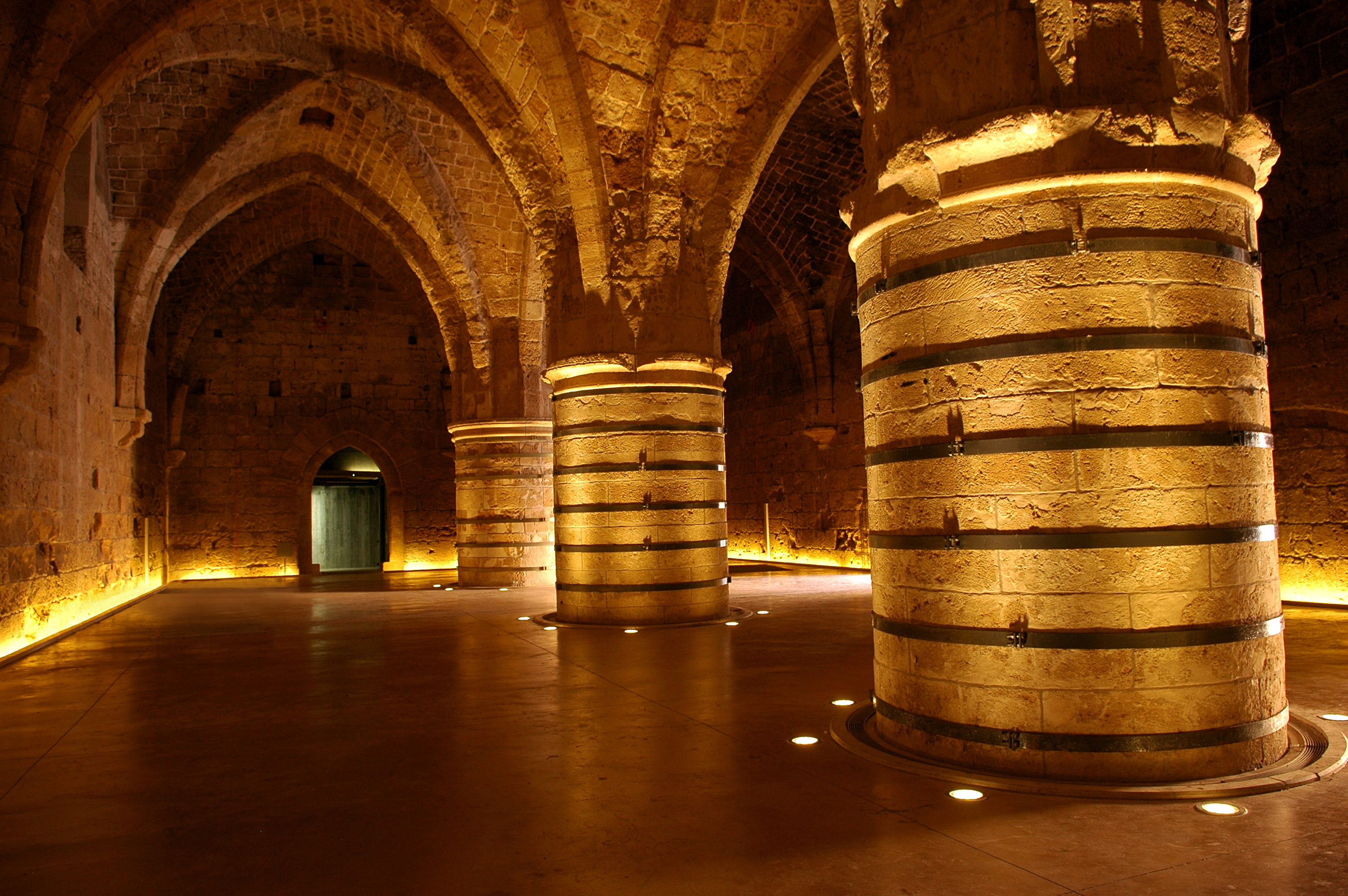
Le réfectoire.
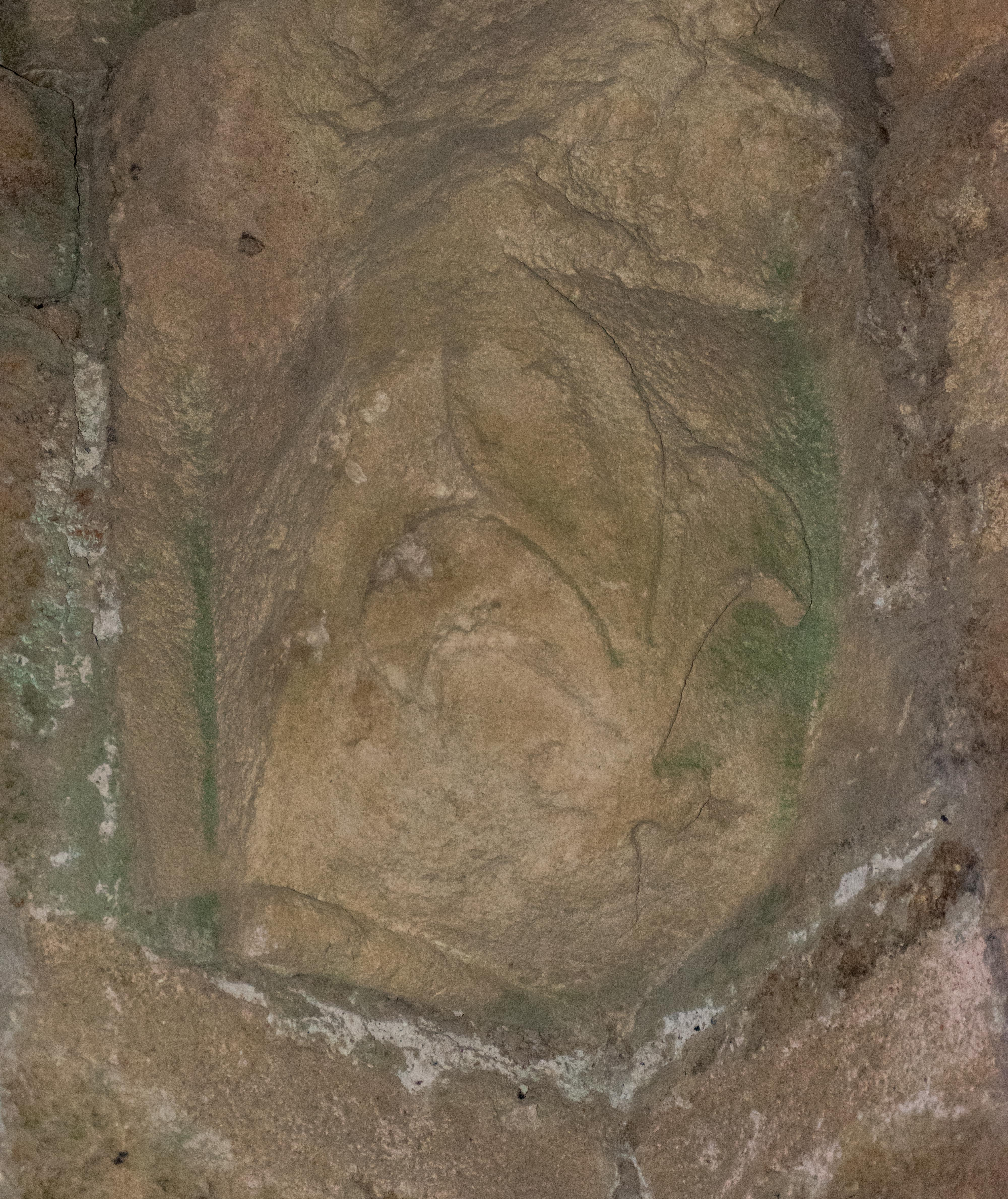
Console avec fleur de lys.
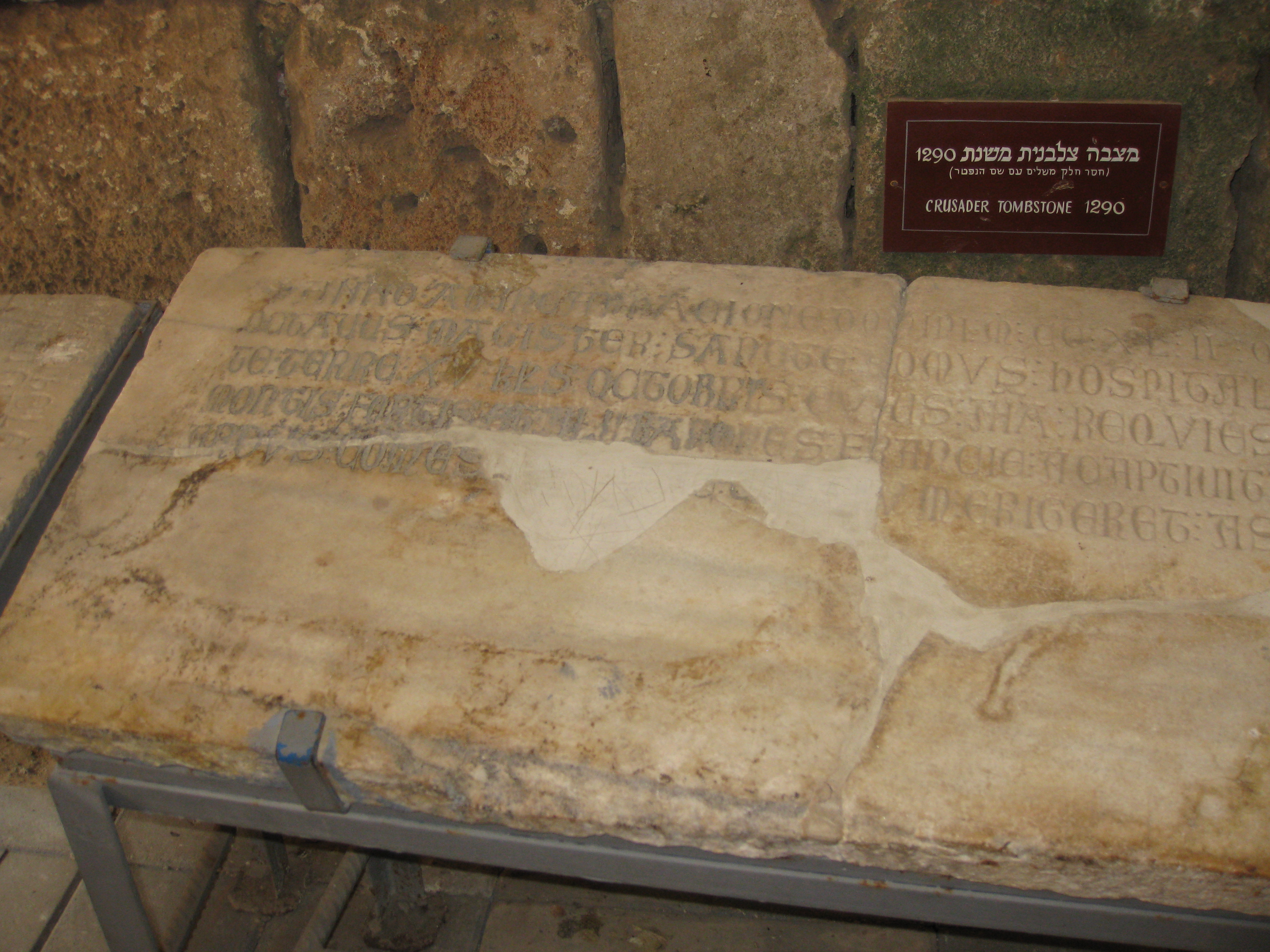
Dalle funéraire de Pierre de Vieille-Brioude.
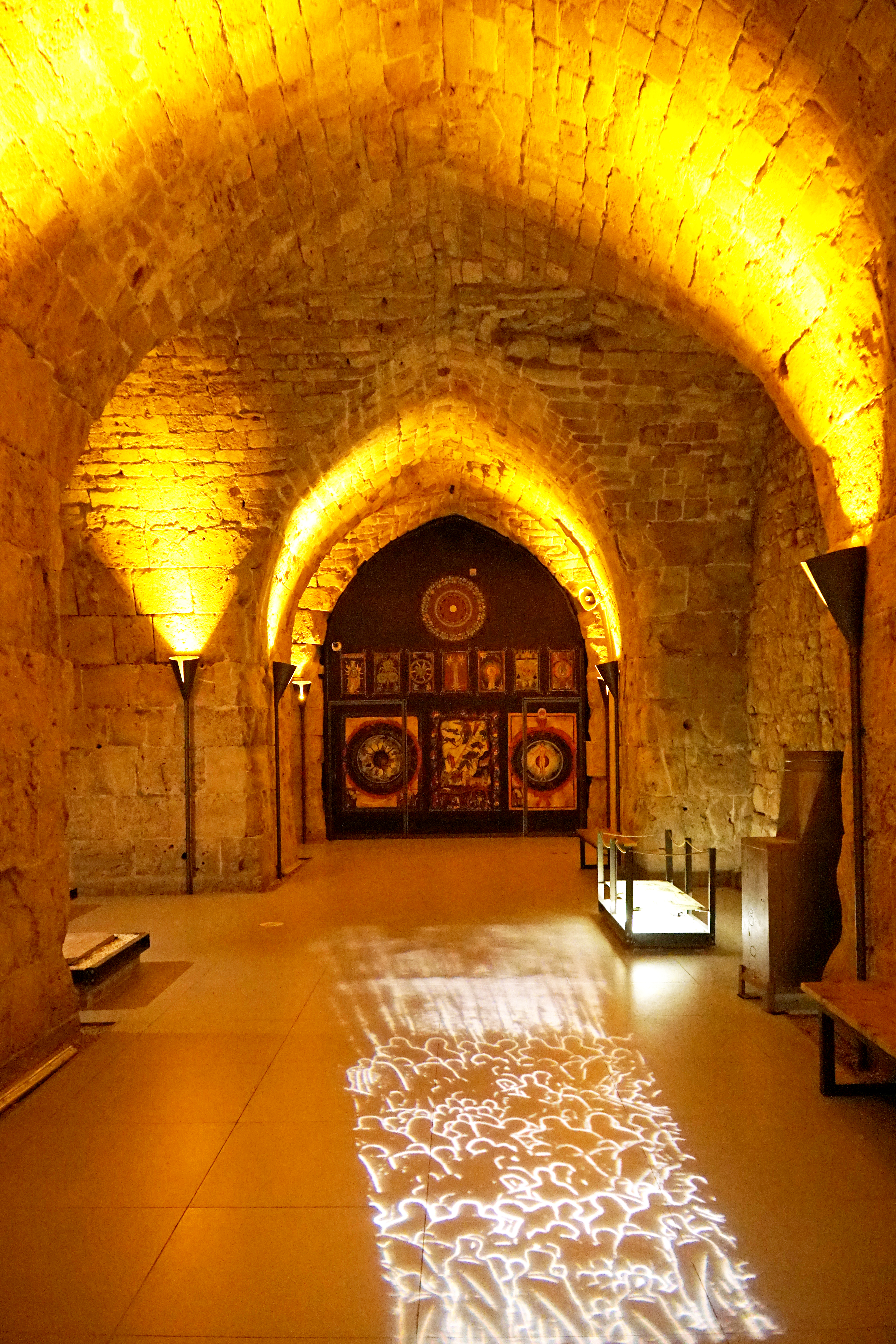
La crypte.
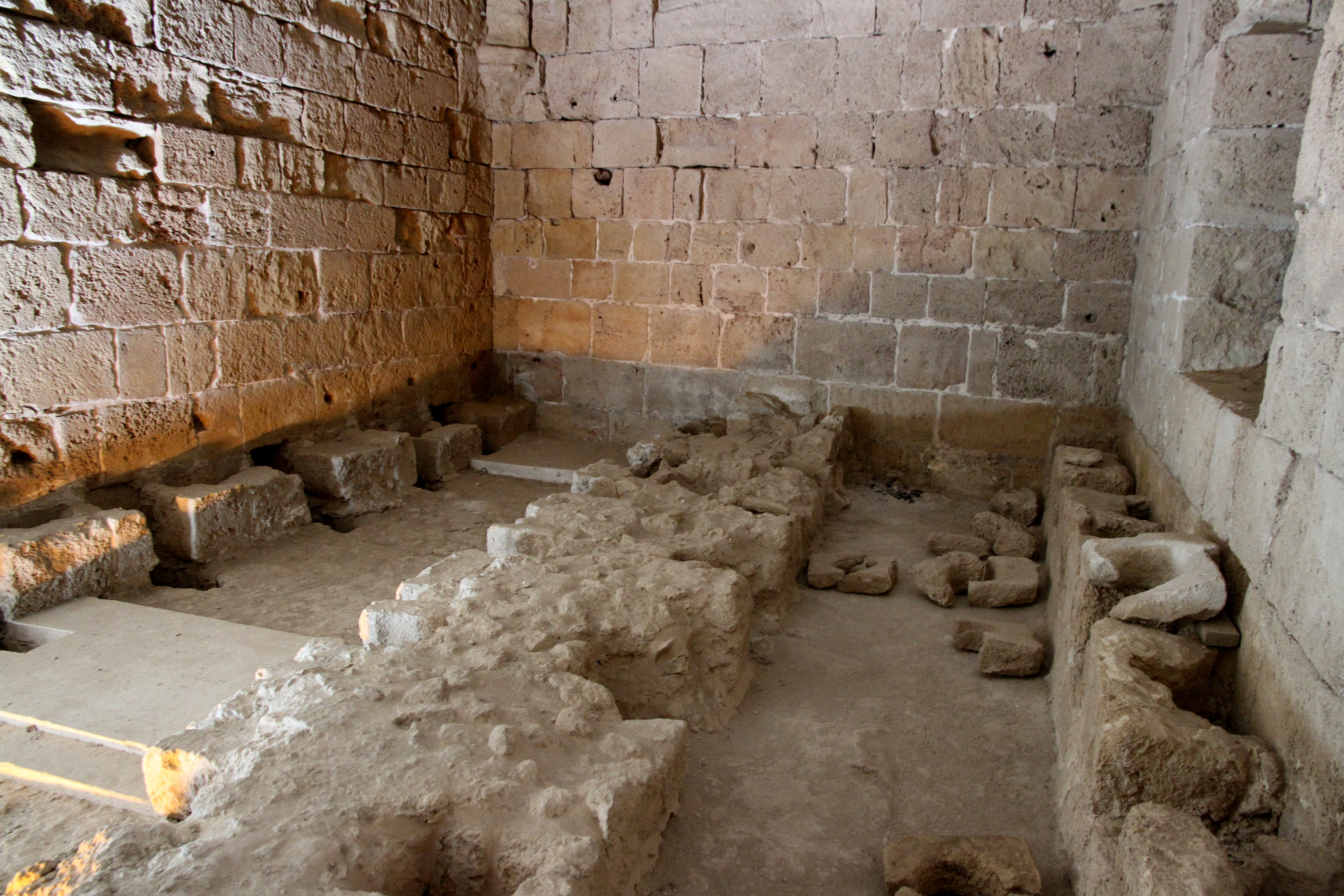
Les latrines.

## Histoire
La présence des Hospitaliers y est attestée en 1110 à proximité de la cathédrale Sainte-Croix[réf. nécessaire]. Cependant, avant 1149, nous les retrouvons dans un secteur plus occidental proche de la muraille nord de la cité. Elles ont révélé qu'en 1200 il y eut une importante campagne de construction comprenant la résidence des dignitaires de l'ordre, des entrepôts. La crypte de l'église Saint-Jean date du XIIe siècle.